# Mittagsspitze (Sarntaler Alpen)
Die Mittagsspitze (italienisch Punta del Mezzodì) ist ein 2049 m s.l.m. (nach anderen Angaben 2052 m) hoher Berg in den Sarntaler Alpen in Südtirol. Er befindet sich am Ende des inneren Jaufentals auf dem Gebiet der Gemeinde Ratschings. Im Jahre 2011 wurde dort ein Gipfelkreuz aufgestellt.